# Грофф, Якобус
Якобус Грофф (нидерл. Jacobus Grooff; 3 августа 1800, Амстердам, Нидерланды — 19 апреля 1852, Парамарибо, Колония Суринам, Нидерланды) — прелат Римско-католической церкви, второй апостольский префект Нидерландской Гвианы, первый апостольский викарий Батавии, первый апостольский викарий Нидерландской Гвианы, третий титулярный епископ Канеи.

## Биография
Якобус Грофф родился в Амстердаме 20 сентября 1800 года. Изучал богословие в семинарии в Вармонде. Его рукоположение в сан священника состоялось 9 августа 1825 года. Затем он бы отправлен на миссионерскую работу в колонию Суринам. В 1827 году его назначили апостольским префектом Нидерландской Гвианы. Особое внимание уделял помощи больным проказой.
20 сентября 1842 года римский папа Григорий XVI назначил его апостольским викарием Батавии с возведением в сан титулярного епископа Канеи. Отбыл из Парамарибо 26 февраля 1844 года. Епископскую хиротонию Гроффа в Лейдене 21 апреля 1845 года возглавил Корнелиус Лудовикус ван Вейкерслот ван Схалвейк, титулярный епископ Куриума, которому сослужили Йоханнес Аугустинус Паредес, титулярный епископ Хирины и Йоханнес Звейсен, титулярный епископ Гераса. После хиротонии он отбыл в Нидерландскую Ост-Индию и прибыл в Батавию 21 апреля 1845 года.
Вскоре по прибытии вступил в конфликт с руководством Нидерландской Ост-Индии, в том числе из-за вопросов о назначении священников в Семаранг и Сурабая. Когда он отказался выполнить требования руководства, 19 января 1846 года его отстранили от управления апостольского викариатства и исключен из состава руководства Нидерландской Ост-Индии. Коадьютером апостольского викариатства Батавии был назначен Петрус Вранкен. 1 декабря 1846 года Грофф получил назначение на место апостольского викария Нидерландской Гвианы, сохранив за собой титул епископа. Отбыл в Парамарибо в мае 1847 года, где умер спустя пять лет 19 апреля 1852 года.